# All for This
All for This è l'album di debutto da solista di Ben Moody (ex chitarrista del gruppo statunitense Evanescence), prodotto dallo stesso cantante e pubblicato dalla sua etichetta discografica FNR Records il 9 giugno 2009.

## Tracce
Testi e musiche di Ben Moody.
1. Perfect – 4:12
2. The Way We Are – 4:07
3. Hold Me Down – 3:43
4. 10.22 – 4:08
5. Never Turn Back – 4:18
6. All for This – 4:30
7. Wishing Well – 4:39
8. All Fall Down – 5:04
9. Too Far Left to Go – 3:51
10. Nothing Left of Me – 5:21
11. In Time – 4:35
12. Just Like Everybody – 6:16

## Musicisti
- Ben Moody – voce, chitarre, tastiere, batteria, percussioni; basso in The Way We Are, Never Turn Back e Wishing Well
- Hana Pestle – cori, violino
- Marty O'Brien – basso